# بوبن‌هایم آم برگ
بوبنهایم ام برگ (به آلمانی: Bobenheim am Berg) یک شهر در آلمان است که در باد دورکهایم واقع شده‌است. بوبنهایم ام برگ ۸۳۱ نفر جمعیت دارد.